# Каарло Кастрен
Каарло Кастрен (фін. Kaarlo Castrén; 28 лютого 1860, Туртола, Велике князівство Фінляндське — 19 вересня 1938, Гельсінкі, Фінляндія) — державний і політичний діяч Фінляндії, член Національної прогресивної партії.

## Життєпис
4-й прем'єр-міністр Фінляндії, міністр фінансів Фінляндії.
Народився в Туртолі (нині — Пелло), в 1887 здобув ступінь бакалавра права.
З 1888 по 1892 рр служив у фінансовій службі Сенату Фінляндії, і з 1888 по 1898 рр — в адвокатській конторі «Кастрен і Снеллман».
З 1892 по 1904 рр — член ради директорів в банку «Kansallis-Osake-Pankki».
З 1908 по 1909 рр — сенатор, після чого заснував власну адвокатську контору.
У 1916 році обраний директором банку «Kansallis-Osake-Pankki».
З листопада 1918 по квітень 1919 рр — міністр фінансів Фінляндії.
17 квітня по 15 серпня 1919 рр — прем'єр-міністр Фінляндії.
Уряд Кастрена вніс пропозицію про республіканську форму правління Фінляндії і після прийняття цієї пропозиції був відправлений у відставку.